# Carmenta guyanensis
Carmenta guyanensis là một loài bướm đêm thuộc họ Sesiidae. Nó được miêu tả bởi Le Cerf năm 1917, và được tìm thấy ở Brasil, Guyane thuộc Pháp, Bolivia, và Peru.